# Werra
Werra je rijeka u središnjoj Njemačkoj. Rijeka izvire u južnoj Tiringiji u blizini mjesta Eisfeld, duga je 298 km, i spajanjem s rijekom Fuldom kod grada Hann. Mündena oblikuje rijeku Weser. 
Rijeko Werra protječe kroz naselja: Hildburghausen, Meiningen, Bad Salzungen, Tiefenort, Merkers, Philippsthal, Gerstungen, Wanfried, Eschwege, Witzenhausen i Hann. Münden.